# Neurin
Neurin, auch Vinyltrimethylammoniumhydroxid oder Trimethylvinylammoniumhydroxid, ist ein giftiges Alkaloid. Es bildet sich als Bestandteil des Leichengiftes bei Fäulnis von Eiweiß, beispielsweise in faulendem Muskelfleisch, unter Wasserabspaltung aus dem Cholin. Neurin und Cholin zählen beide zu den quartären Ammoniumverbindungen. Zu unterscheiden von Neurin ist das ungiftige Neuridin (oder Spermin).

## Entstehung
Bei Fäulnisprozessen entsteht aus dem in nahezu allen Lebewesen enthaltenen Cholin bei Erwärmung unter Wasserabspaltung Neurin (das Anion wurde jeweils weggelassen):
{\displaystyle \mathrm {(H_{3}C)_{3}N^{+}(CH_{2})_{2}OH\ {\xrightarrow {\Delta T}}\ \ (H_{3}C)_{3}N^{+}CH=CH_{2}+H_{2}O} }

## Toxikologie
Bei älteren Untersuchungen aus 1926 und 1935 an Meerschweinchen, Mäusen und Kaninchen zeigte Neurin eine hohe Giftigkeit; die ermittelten LDLo-Werte lagen zwischen 30 und 100 mg/kg Körpergewicht der eingesetzten Tiere.